# برقين (جنين)
بِرقين بلدة فلسطينية تتبع محافظة جنين في الضفة الغربية، تقع إلى الجنوب الغربي من مدينة جنين بحوالي 4 كم. اكتسبت أهميتها لاحتوائها على كنيسة من أقدم كنائس العالم - وهي كنيسة برقين، حيث تُعتبر معلما سياحياً ودينيا هاماً بالنسبة للحجاج المسيحيين القادمين إلى فلسطين.
وهي مبنية على آثار تعود للعصور البرونزية، والحديدية، والرومانية، وقد ذُكرت باسم «بورقينا» في رسائل تل العمارنة المصرية، وهي مراسلات بين الفراعنة وممالك المدن الفلسطينية.
ترتفع برقين عن سطح البحر حوالي 270 متراً، وتمتد أراضيها على مساحة 19,447 دونماً، في حين تنتشر مبانيها على 400 دونم. يحيط بها مجموعة من القرى مثل كفردان والهاشمية وكفر قود ومنشية العطارى وسهل عرابة. تأسست أول بلدية فيها عام 1999 وقد جرت فيها انتخابات بتاريخ 5 آيار / مايو 2005 وتم انتخاب 13 عضواً يمثلون البلدة، ويترأسها اليوم الأستاذ محمد صباح.
خ
وقد عُرفت البلدة بأكثريتها المسيحية في القرون السابقة، لكن لأسباب اقتصادية اضطر الكثير منهم للهجرة الداخلية أو إلى الخارج؛ حين تشير تقديرات إلى بقاء أقلية منهم في البلدة حالياً.
عانت برقين كغيرها من مدن وبلدات الضفة الغربية من الاحتلال الإسرائيلي منذ عام 1967، وقد صادرت سلطات الاحتلال جزءاً من أراضيها وأقامت عليها مستوطنة بروكين، وهي قرية تعاونية أنشأت عام 1982. وكان للبلدة شأن كبير في المقاومة الفلسطينية، كما حصل خلال الثورة الفلسطينية الكبرى عام 1936، وبعد انتفاضة الأقصى عام 2000 وإلى الآن.

## التسمية
تعود تسمية البلدة حسب بعض المصادر إلى زمن المسيح، حيث تذكر الكتب التاريخية أن المسيح حين خرج من الناصرة متوجّهاً نحو مدينة بيت لحم مرّ على موقعٍ وجد فيه كهفاً يأوي عدداً من المصابين بمرض البرص فأشفاهم، فسمّي الموقع «بورصين» وتحوّل بعد ذلك إلى بورقين ومن ثم استقر على برقين. وربما تكون تسمية برقين قد أتت من الجذر السامي المشترك «برك» بمعنى الاستراحة.

## التاريخ
تشير المصادر التاريخية إلى أن المسيح (يسوع) قد مر على القرية أكثر من مرة وهو في طريقه من الناصرة إلى القدس، ويقال أنه شفى عشرة من المجذومين في قرية برقين شرقي مدينة جنين، وتخليداً لهذا الحدث شيدت كنسية هي كنيسة القديس جرجس (جوارجيوس) التي ما زالت آثارها باقية حتى اليوم، وتعتبر من أبرز معالم برقين، وثالث أقدم كنيسة في العالم بعد كنيسة المهد وكنيسة القيامة (والتي تقع جميعها في فلسطين)[بحاجة لمصدر]. وتقع الكنيسة إلى الشمال الشرقي من القرية على منحدر جبلي وتشرف على واد برقين الأخضر وتكسو أشجار الزيتون المنطقة المقابلة للكنيسة كما تنتشر في الوادي شجيرات الصبر وأشجار التين. يعود أصل الكنيسة إلى الفترة الرومانية، وكانت عبارة عن مغارة يعزل فيها مرضى الجذام بعيداً عن القرية، وهذا أحد أقدم أشكال الحجر الصحي كما ذكر في التوراة حيث كان يعتبر المصاب بمرض البرص نجساً ويجب أن يبتعد عن الناس لكي لا يسبب لهم العدوى بالمرض؛ وفيما بعد تم تحويل المغارة إلى كنيسة في الفترة البيزنطية وكانت صغيرة جداً لا تتسع لعدد كبير من المصلين إلا أنه جرى توسيعها في نهاية الفترة البيزنطية. وقد دمرت الكنيسة فيما بعد وأعيد بناؤها إبان الحملات الصليبية بحيث اشتملت على غرف إضافية وساحة حول الكنيسة.
وقد قامت دائرة الآثار بوزارة السياحة الفلسطينية بأعمال صيانة وترميم مكثفة في الكنيسة والمنطقة المحيطة بها في الأعوام 1996 و 1997. كما يوجد في البلدة 5 مساجد.

### التاريخ الحديث

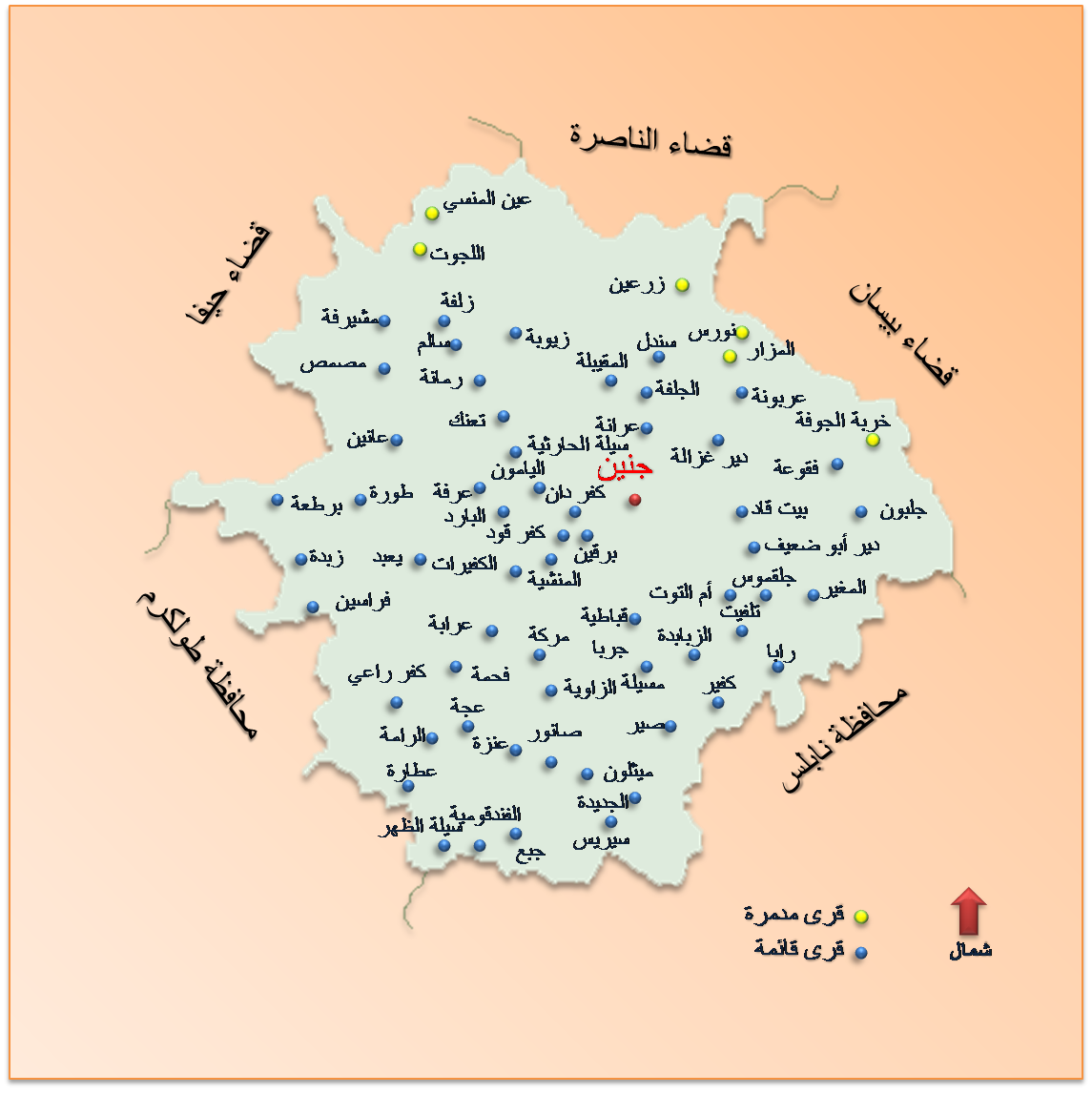
خريطة لقضاء جنين (1920-1948)، حيث تقع برقين غرب جنين.

ظلت برقين قرية صغيرة طيلة الفترة العثمانية، وأصبحت تتبع سنجق نابلس ضمن ولاية بيروت في أواخر القرن التاسع عشر. وعندما سقطت فلسطين بيد الجيش البريطاني عام 1917، تم ضم القرية إلى قضاء جنين، حيث استمر العمل بهذا التقسيم الإداري حتى النكبة عام 1948.
وقد خاضت برقين مع غيرها من قرى جنين معركة الدفاع عن الوجود ضد المنظمات الصهيونية المسلحة، التي استولت في أواخر مايو سنة 1948 على قرى زرعين، والمزار، ونورس، وصندلة، والجلمة، والمقيبلة، وفقوعة، وعرانة، وحاولت الاستيلاء على مدينة جنين حيث تم تطويقها في 3 يونيو 1948، وكان عدد الصهاينة 4000 مقاتل؛ فاستولوا على معظم أحياء المدينة وتحصن العرب في عمارة الشرطة في المدخل الغربي لجنين. حتى وصلت نجدة للمحاصرين قوامها 500 جندي عراقي بقيادة عمر علي وحوالي 800 من المقاومين الفلسطينيين من المدينة. وبعد معارك دامية خارج البلدة وفي شوارعها وأزقتها شارك فيها العديد من سكان المنطقة وقراها المجاورة تقدم العرب لاسترداد قراهم المحيطة بالمدينة. وقد كانت معركة جنين التي وقعت في 3 حزيران سنة 1948 مفخرة للمقاتلين من أهل البلاد الذين استشهد منهم العشرات بالإضافة للعدد الكبير من الجرحى، والتي أدت في آخر المطاف إلى انسحاب القوات الإسرائيلية من جنين في 4 حزيران سنة 1948 وتكبيدها خسائر جسيمة بلغت 1241 قتيل ومفقود من أصل 4000 جندي إسرائيلي كانوا يحاصرون المدينة. يستذكر الفلسطينيون شهداء الجيش العراقي الذين سقطوا دفاعاً عن جنين وقراها، حيث توجد مقبرة للعشرات منهم بالقرب من مثلث الشهداء جنوب برقين.
ومع باقي الضفة الغربية دخلت جنين وقراها بما فيها برقين في عام 1951 في اتحاد مع المملكة الأردنية الهاشمية، وأصبحت جنين في عام 1964 مركزاً للواء جنين التابع لمحافظة نابلس، حيث كانت برقين حتى تلك الأيام قرية صغيرة. وبقيت جنين تحت الحكم الأردني حتى احتلالها في حرب 1967 أو النكسة. رزحت برقين تحت الاحتلال الإسرائيلي وأصبحت تتبع لمنطقة جنين التي يحكمها حاكم عسكري إسرائيلي مباشرة. استمر هذا الوضع حتى قدوم السلطة الوطنية الفلسطينية عام 1995، وأصبحت بعده برقين بلدة منذ عام 1999، وتتبع لمحافظة جنين، كما وقعت معظم أراضي المحافظة ضمن تصنيف (أ) و (ب) حسب اتفاق أوسلو.
وقد صادرت سلطات الاحتلال الإسرائيلي جزء من أراضيها وأقامت عليها مستوطنة بروكين وهي قرية تعاونية أنشأت عام 1982.

## الأهمية الدينية
حسب التقليد المسيحي، فأن المسيح (يسوع) شفى عشرة برص في هذه البلدة وقد سميت وقتئذ ببرصين وتحولت التسمية بعد هذا إلى برقين. وقد تم بناء كنيسة أثرية في هذا الموقع - وهي كنيسة برقين، والتي تعتبر ثالث أقدم كنيسة بالعالم، وخامس أقدم موقع مسيحي. ويقع داخل الكنيسة الأثرية كهف كان يسكنه العشرة البرص والذي حولته القديسة هيلانة في بداية القرن الرابع إلى كنيسة، وفيها جرن معمودية يعود إلى القرن السادس للميلاد والايقونسطاس والكرسي الأسقفي تعود إلى أكثر من 1500 عام. كما توجد أيقونة أثرية للمسيح عمرها 300 عام. ويروي أبناء البلدة أن معجزات كثيرة حدثت في هذه الكنيسة من ظهورات وشفاء لكثيرين من المرضى.

## الجغرافيا

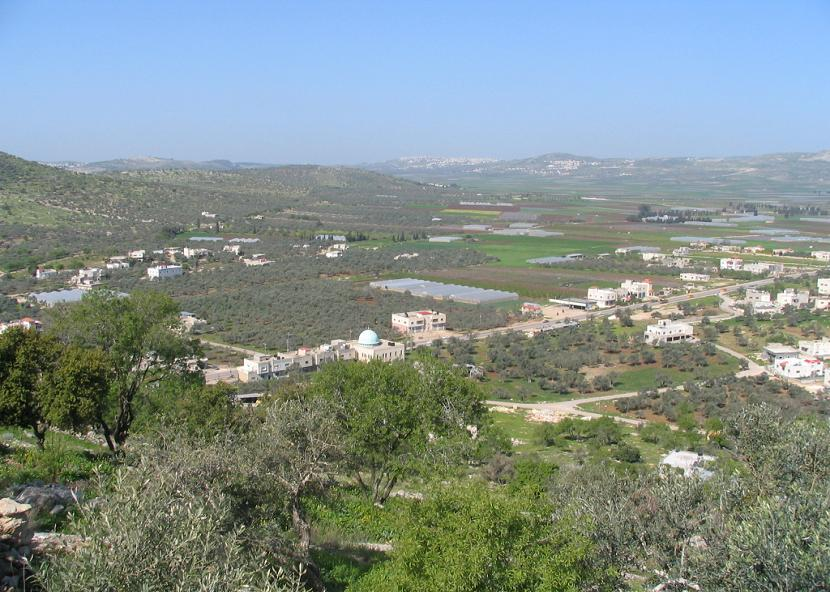
سهل قباطية من الجنوب.

تقع البلدة في وسط محافظة جنين، إلى الجنوب الغربي من مدينة جنين، وتبعد عنها حوالي 4 كم. وتقع على دائرة عرض 32.4 وخط طول 35.2.
تبلغ مساحة أراضيها العمرانية وفق المخطط الهيكلي القديم 861 دونم، والمصادق عليه 4000 دونم، أما الأراضي الزراعية فتبلغ 19,200 دونم، وتحيط بها أحزمة خضراء من أشجار الزيتون التي تعود إلى العهد الروماني، ويطلق عليها الأهالي «الزيتون الرومي».
تجمع برقين في تضاريسها بين ثلاث بيئات مختلفة: الأراضي السهلية، والجبال المرتفعة نسبيا مقارنة بالمدينة، والوديان. وترتفع البلدة حوالي 270 متر عن سطح البحر، وهي التجمع الأقرب إلى جنين.
ترتبط المدينة بطرق رئيسية وفرعية، وتحدها شمالا قرية كفردان، وومن الغرب سهول قرية عرابة الذي يبلغ طوله 11 كم، كما تقع قريتي الهاشمية وكفر قود في ناحيتها الغربية كذلك. ومن الجنوب تمتد سهولها مع سهول قباطية، أما من الشرق فتحدها جنين ومخيمها.

### المناخ
| البيانات المناخية لـ{{{location}}} | البيانات المناخية لـ{{{location}}} | البيانات المناخية لـ{{{location}}} | البيانات المناخية لـ{{{location}}} | البيانات المناخية لـ{{{location}}} | البيانات المناخية لـ{{{location}}} | البيانات المناخية لـ{{{location}}} | البيانات المناخية لـ{{{location}}} | البيانات المناخية لـ{{{location}}} | البيانات المناخية لـ{{{location}}} | البيانات المناخية لـ{{{location}}} | البيانات المناخية لـ{{{location}}} | البيانات المناخية لـ{{{location}}} | البيانات المناخية لـ{{{location}}} |
| الشهر                              | يناير                              | فبراير                             | مارس                               | أبريل                              | مايو                               | يونيو                              | يوليو                              | أغسطس                              | سبتمبر                             | أكتوبر                             | نوفمبر                             | ديسمبر                             | المعدل السنوي                      |
| ---------------------------------- | ---------------------------------- | ---------------------------------- | ---------------------------------- | ---------------------------------- | ---------------------------------- | ---------------------------------- | ---------------------------------- | ---------------------------------- | ---------------------------------- | ---------------------------------- | ---------------------------------- | ---------------------------------- | ---------------------------------- |
| الدرجة القصوى °م (°ف)              | 25.0 (77.0)                        | 26.0 (78.8)                        | 26.8 (80.2)                        | 38.6 (101.5)                       | 40.4 (104.7)                       | 37.6 (99.7)                        | 37.0 (98.6)                        | 35.8 (96.4)                        | 37.0 (98.6)                        | 39.0 (102.2)                       | 29.0 (84.2)                        | 25.4 (77.7)                        | 40.4 (104.7)                       |
| متوسط درجة الحرارة الكبرى °م (°ف)  | 17.4 (63.3)                        | 18.2 (64.8)                        | 21.6 (70.9)                        | 28.3 (82.9)                        | 31.0 (87.8)                        | 32.9 (91.2)                        | 33.6 (92.5)                        | 34.2 (93.6)                        | 33.2 (91.8)                        | 30.6 (87.1)                        | 25.0 (77.0)                        | 18.8 (65.8)                        | 27.1 (80.7)                        |
| المتوسط اليومي °م (°ف)             | 12.1 (53.8)                        | 12.6 (54.7)                        | 15.1 (59.2)                        | 19.7 (67.5)                        | 22.5 (72.5)                        | 25.1 (77.2)                        | 26.6 (79.9)                        | 27.6 (81.7)                        | 26.5 (79.7)                        | 23.3 (73.9)                        | 18.4 (65.1)                        | 13.7 (56.7)                        | 20.3 (68.5)                        |
| متوسط درجة الحرارة الصغرى °م (°ف)  | 6.8 (44.2)                         | 7.1 (44.8)                         | 8.6 (47.5)                         | 11.2 (52.2)                        | 14.0 (57.2)                        | 17.3 (63.1)                        | 19.6 (67.3)                        | 21.1 (70.0)                        | 19.8 (67.6)                        | 16.1 (61.0)                        | 11.8 (53.2)                        | 8.7 (47.7)                         | 13.5 (56.3)                        |
| أدنى درجة حرارة °م (°ف)            | 2.0 (35.6)                         | 1.0 (33.8)                         | 5.0 (41.0)                         | 3.4 (38.1)                         | 12.8 (55.0)                        | 17.0 (62.6)                        | 21.4 (70.5)                        | 21.0 (69.8)                        | 17.8 (64.0)                        | 11.0 (51.8)                        | 11.0 (51.8)                        | 6.0 (42.8)                         | 1.0 (33.8)                         |
| الهطول مم (إنش)                    | 107 (4.2)                          | 62 (2.4)                           | 65 (2.6)                           | 25 (1.0)                           | 6 (0.2)                            | 0 (0)                              | 0 (0)                              | 0 (0)                              | 0 (0)                              | 16 (0.6)                           | 40 (1.6)                           | 93 (3.7)                           | 414 (16.3)                         |
| متوسط الرطوبة النسبية (%)          | 80                                 | 84                                 | 76                                 | 67                                 | 60                                 | 63                                 | 63                                 | 65                                 | 64                                 | 65                                 | 66                                 | 74                                 | 69                                 |
| ساعات سطوع الشمس الشهرية           | 5.4                                | 5.6                                | 6.8                                | 7.8                                | 9.7                                | 11.3                               | 11.1                               | 10.0                               | 9.1                                | 8.1                                | 6.8                                | 5.4                                | 97.1                               |
| المصدر: وزارة النقل والمواصلات     |                                    |                                    |                                    |                                    |                                    |                                    |                                    |                                    |                                    |                                    |                                    |                                    |                                    |

## السكان
بلغ عدد سكان برقين حسب إحصاءات حكومة الانتداب البريطاني عام 1922 نحو 883 نسمة، ارتفع إلى 1540 عام 1945، وإلى 2100 عام 1967، وإلى 3730 عام 1996 ليستقر على 5000 (عام 2005). كان غالبية سكان برقين - وإلى فترة وجيزة، يعتمدون على الزراعة كمصدر أساسي للعيش، يشار إلى أن المسيحيين في القرية يشكلون أقلية فيها، حيث توجد 20 عائلة مسيحية. ويشكل المسلمون الغالبية العظمى من السكان. أما الآن فتجاوز عدد السكان 8000 نسمة (2023).
| 1922 | 1931  | 1945  | 1961  | 1982  | 1987  | 1997  | 2005  | 2007  | 2017 | 2023 |
| ---- | ----- | ----- | ----- | ----- | ----- | ----- | ----- | ----- | ---- | ---- |
| 833  | 1,086 | 1,540 | 2,055 | 2,100 | 2,900 | 4,394 | 5,730 | 6,062 | 7064 | 7986 |

## الاقتصاد

تنتج برقين كمية كبيرة من الزيتون سنويا.

ما زال الكثير من أهالي البلدة يعملون في الزراعة، وهي مصدر دخلهم المرتفع، بسبب تطور الأعمال الزراعية، والتي أصبحت تعتمد على استعمال الآلات الحديثة في الزراعة - البيوت البلاستيكية - الري بالتنقيط، وتوفير سوق البيع والشراء. علما أن مساحة الأراضي المسجلة تبلغ أربعين ألف دونم. وتنتج برقين 80 طن سنويًا من الزيتون.
أما بالنسبة للصناعة، فتنتشر عدة حرف بالبدة، من أهمها: الأنابيب البلاستيكية، قطع حجارة البناء، إنتاج البلاط، تخليل الخضراوات، إنتاج الباطون، معاصر زيت الزيتون، إنتاج وتعبئة الغاز.

## السياحة
تُعتبر كنيسة برقين، أكثر المعالم السياحية أهمية في البلدة، وأحد أهم المواقع الدينية في الضفة الغربية. وقد تم ترميم الكنيسة في عدة مراحل تاريخية مختلفة، الأولى زمن الملك قسطنطين الذي اهتم بالمغارة وتشيد البناء المجارو وفتحهما على بعض، ومن ثم في القرن الثالث عشر، وفي الثلث الأول من القرن العشرين في زمن الانتداب البريطاني وأخيرا في عهد السلطة الفلسطينية.
ففي عام 1997 قامت دائرة الآثار العامة الفلسطينية بأعمال ترميم شاملة في كنيسة البلدة لتكون معلم جذب سياحي هام في محافظة جنين، وذلك في إطار المشروع الطارئ لتطوير المواقع الأثرية في فلسطين، والذي مولته الحكومة الهولندية بالتعاون مع لجنة الكنيسة في القرية.
وعلى مدار سنوات طويلة، وتحديدا في البدايات الأولى لانتفاضة الأقصى في أيلول/ سبتمبر 2000، تراجع عدد السياح الذين كانوا يحجون إلى هذه الكنيسة من شتى أرجاء العالم، بسبب الدعاية الإسرائيلية التي حاولت تصوير الأراضي الفلسطينية، على أنها ساحة حرب، وتشكل خطراً كبيراً على حياة السياح الأجانب. وقد أطلق أبناء الطائفة الأرثوذكسية في برقين، اسم القديس مار جرجس على هذه الكنيسة، تيمناً بهذا القديس الذي عرفه أبناء هذه البلاد بالرجل الشجاع والمدافع عن المظلومين، وعرف باسم الخضر عليه السلام.

## العمارة والتراث

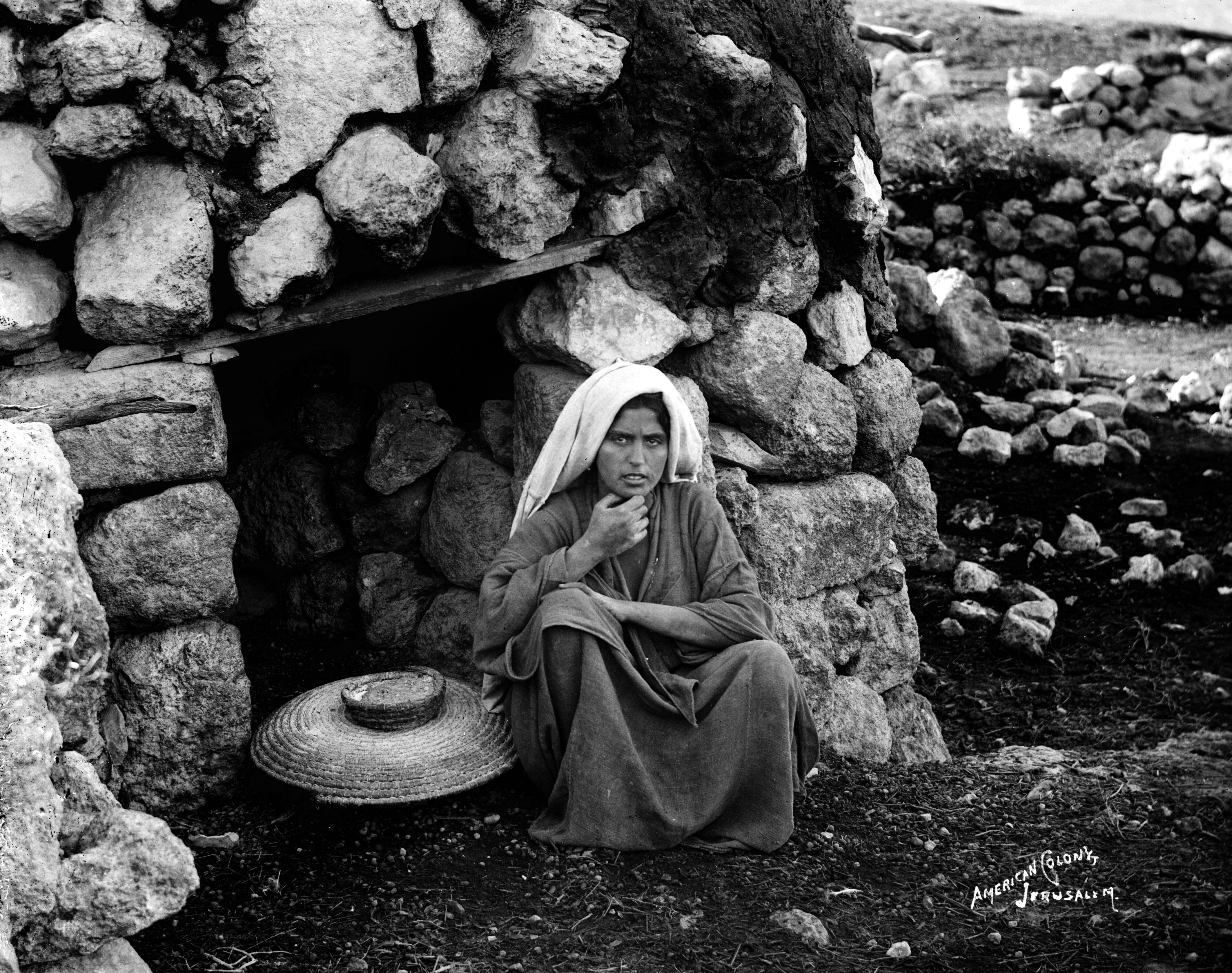
الطابون.

عند النظر للطابع المعماري للبلدة، يُلاحظ أن أغلب المباني تشكلت من طابق واحد، وتتوسط المباني القديمة البلدة الحالية، ويتخللها كثير من الأبنية الحديثة. والمباني في أغلبها على شكل مجموعات متلاصقة أو أحواش، وقد تناثر بعضها على شكل بيوت منفردة حول نواة البلدة القديمة. أنشئت أغلب البيوت من الحجر الجيري، وقد استخدمت المونة الجيرية والطين، والتبن في بنائه، الأمر الذي لم يمنع دخول الخشب في بعضها. ويشار إلى أن أسقف أغلب المباني الجديدة مستوية.
كانت البلدة القديمة، مكونة من حارتين - الغربية والشرقية، تفصل بينهما ساحة البلدة وتسمى «المراح»، وتتفرع من المراح طرق داخلية إلى حارتي القرية، وتمتد منه طرق أخرى جنوبا إلى مقبرة الشهداء العراقيين -الذين سقطوا دفاعا عن جنين في حرب 1948 والتي تقع على مفرق قباطية والشارع العام من جنين إلى نابلس. أما غربا، فإلى الطريق الرئيسي لمدينة جنين أو إلى مقبرة القرية الملاصقة غربا للبيادر امتدادا إلى السهول الغربية.
وكانت بيوت القرية حينذاك مبنية من الطين، والكثير منها يتكون من غرفة واحدة واسعة تسمى «البيت» نسبة إلى القناطر التي يقوم عليها البناء. وفوق هذه القناطر شبكة من جذوع وأغصان الأشجار، هي السقف الداخلي، وفوقها سقف من الطين. وأمام هذه البيت ساحة صغيرة محاطة بسور من الحجارة والطين. وهناك نوع آخر من البيوت يُسمى العقد، وسُمي كذلك، لأن سقفه يعقد على هيئة القبة بحجارة مقصوصة بشكل رفيع. ولذلك تسمى «الريش»، ثم تغطى الحجارة بالطين من الخارج والداخل ثم تتم طراشة البيت العقد من الداخل بالشيد الأبيض - الحجر الكلسي ويحتل الطابون ركنا من هذه المساحة، إذا كانت معظم الأسر في القرية تخبز بالطابون.
وقد تم افتتاح مركز التراث الفلسطيني في برقين في عام 2013 بدعم من القنصلية العامة البريطانية في القدس، وقد تم تنفيذ المشروع من قبل “جمعية دار العلم الطلابي” في جنين التي تهدف إلى تنشيط الشباب وتفعيل دورهم في المجالات الثقافية والتطوعية. ويأتي المشروع للمساعدة على الترويج للسياحة المحلية والدولية في البلدة، كما يساعد على توفير فرص العمل للسكان المحليين، ولا سيما النساء، حيث يمكنهن المركز من عرض وتسويق منتجاتهن من المطرزات والأعمال اليدوية والمنتجات الغذائية.

## الخدمات
التعليم والصحة
يعتبر معظم سكان برقين من الذين حصلوا على الشهادة الجامعية الأولى، وبعضهم حصل على شهادة الماجستير والدكتوراه. ويوجد في البلدة 8 مدارس ثانوية وابتدائية ورياض أطفال - تأسست أولاها عام 1920، وهي المدرسة الأساسية للبنين.
أما بالنسبة لقطاع الصحة، فتوجد في البلدة عدة مراكز وعيادات صحية، أهمها: العيادة الصحية العامة - التي تأسست عام 1979، بالإضافة لعدة عيادات طب عام وأسنان وتخصص عظام.
البنية التحتية
ترتبط برقين بطريق رئيسي معبد يمتد إلى الشمال منها يُدعى «واد برقين»، وترتبط بالقرى المجاورة بطرق فرعية أو دروب ممهدة. يسير نمو البلدة العمراني في الاتجاهين الجنوبي الشرقي والجنوبي بمحاذاة الطريق المعبدة التي تصل البلدة بطرق جنين - قباطية.